# Distretto di Jamui
Jamui è un distretto dell'India di 1 397 474 abitanti, che ha come capoluogo Jamui.